# Video Games (roman)
Pour les articles homonymes, voir Video Games.
Video Games (titre original : Lucky Wander Boy) est le premier roman de D. B. Weiss, paru en 2003 puis traduit en français et publié en 2012.

## Résumé
Adulte perdu, Adam Pennyman vit sa vie comme si elle ne lui appartenait pas. Passionné de jeux vidéo, Adam se lance dans l'écriture d'un ouvrage mêlant histoire des jeux vidéo des années 80 et philosophie : Le Catalogue des jeux obsolètes. Il se replonge ainsi dans l'univers des jeux qui ont bercé son enfance. Mais un jeu l'obsède en particulier, Lucky Wander Boy. Ce jeu, dont il n'a que de vagues souvenirs, va le captiver, le poussant à se lancer sur les traces de son mystérieux troisième que peu de gens ont atteint ainsi que de sa créatrice, Araki Itachi.

## Anecdote
- L'auteur, D.B. Weiss, en plus d'être un passionné de jeux vidéo, possède une maitrise en Philosophie. C'est ainsi que les pages du Catalogue des jeux Obsolètes mêlent analyse vidéoludique et analyse philosophique.

- Si Lucky Wander Boy est un jeu vidéo fictif, les autres jeux évoqués sont, quant à eux, de vrais jeux.